# Utalim
Utalim Slatina este o companie specializată în producerea de utilaje destinate industriei alimentare din România. 
De asemenea, produce o gamă largă de construcții și confecții metalice, precum: hale, containere metalice conforme și neconforme, rezervoare metalice pentru apă și diverse lichide, subansamble mașini pentru toate tipurile de utilaje, etc.

## Data înființării[2]
UTALIM S.A. Slatina a fost înființată în 1971 sub denumirea de ÎNTRPRINDEREA DE UTILAJE PENTRU INDUSTRIA ALIMENTARĂ .

## Informații financiare[3]
| Ani  | Venituri | Cheltuieli | Profit  | Inventar | Rezerve | Creanțe | Datorii | Banca și numerar | Angajați |
| ---- | -------- | ---------- | ------- | -------- | ------- | ------- | ------- | ---------------- | -------- |
| 2021 | 1493919  | 1221691    | 272228  | 2096200  | 0       | 2416712 | 291112  | 159969           | 8        |
| 2020 | 1561264  | 2281087    | -719823 | 1640825  | 0       | 2771128 | 623014  | 221045           | 8        |
| 2019 | 5120619  | 5326585    | -205966 | 1049724  | 0       | 4086014 | 576022  | 259855           | ?        |
| 2018 | 6656452  | 5416793    | 1239659 | 223408   | 0       | 1231478 | 143257  | 3842699          | 9        |
| 2017 | 2167252  | 2626005    | -458753 | 512139   | 0       | 2328995 | 2015605 | 150113           | 33       |
| 2016 | 2510239  | 3254113    | -743874 | 550487   | 0       | 1360687 | 829242  | 133581           | 34       |